# McKim Township (Ontario)
McKim Township ist ein Stadtbezirk von Greater Sudbury in Ontario, Kanada. In der Nähe befinden sich die Frood Mine und die stillgelegte McKim Mine, die von der Falconbridge Nickel Company betrieben wird bzw. wurde.

## Geschichte
Die Mine und somit auch der Stadtteil sind benannt nach Robert McKim, einem ehemaligen Mitglied des Provinzparlamentes von Ontario. Ursprünglich war die Gemeinde McKim Township selbstständig.
In der Geschichtsschreibung wird der Gemeindevorsteher Gatchell erwähnt. Er war Eigentümer einer großen Farm, die u. a. Sudbury mit Milch versorgte. Von 1907 bis 1909 war Gatchell zunächst Gemeinderatsmitglied (councillor) von McKim Township, später von 1923 bis 1933 Vorsteher.
Im Jahr 1952 diskutierte der Stadtrat von Sudbury erstmals die Annektierung von McKim Township sowie weiterer Gebiete. Einige der Stadträte waren dagegen, weil sie einen finanziellen Schaden für die Stadt befürchteten und auch die Gemeindevertreter von McKim Township sprachen sich dagegen aus. Endgültig verlor McKim Township im Januar 1960 seine Eigenständigkeit, als es gemeinsam mit der Frood Mine und einem Teil von Neelon Township in Sudbury aufging. Zum 1. Januar 2001 schließlich wurde aus dem alten Kernort Sudbury (zu dem McKim Township gehörte), Valley East, den Städten Nickel Centre, Capreol, Rayside-Balfour, Onaping Falls, Walden und einigen angrenzende Gemeinden die neue Stadt Greater Sudbury gebildet.

## Frood Mine
Die Frood Mine ist ein Nickelbergwerk. Sie ist Typlokalität für die Minerale Froodit, Michenerit und das 1936 entdeckte Parkerit.